# Potentilla asterotricha
Potentilla asterotricha es una especie de planta del género Potentilla, perteneciente a la familia Rosaceae.

## Taxonomía
Potentilla asterotricha fue descrita por Jiří Soják en 1993.

## Distribución
Se encuentra en el territorio centro-norte de China.